# Gujeong-myeon
Gujeong-myeon (koreanska: 구정면)  är en socken  i den nordöstra delen av Sydkorea, 160 km öster om huvudstaden Seoul. Den ligger i kommunen Gangneung i provinsen Gangwon.